# No More Lies - Dance of Death Souvenir EP
No More Lies - Dance of Death Souvenir EP foi lançado no ano de 2004 pela banda inglesa de heavy metal Iron Maiden. Todas as faixas, originalmente, fazem parte do álbum Dance of Death, lançado em 2003.

## Faixas
| N.º            | Título                             | Compositor(es)                 | Duração |  |
| 1.             | "No More Lies"                     | Steve Harris                   | 7:21    |  |
| 2.             | "Paschendale" (Versão orquestrada) | Adrian Smith, Harris           | 8:27    |  |
| 3.             | "Journeyman" (Versão elétrica)     | Smith, Harris, Bruce Dickinson | 7:06    |  |
| 4.             | "Age of Innocence"                 | Dave Murray, Harris            | 6:33    |  |
| Duração total: | Duração total:                     | Duração total:                 | 35:42   |  |

## Desempenho nas paradas
| País      | Parada musical (2004)       | Posição |
| --------- | --------------------------- | ------- |
| Canadá    | Canadian Singles Chart      | 8       |
| Finlândia | The Official Finnish Charts | 3       |
| França    | SNEP                        | 70      |
| Alemanha  | Media Control Charts        | 36      |
| Irlanda   | Irish Singles Chart         | 25      |
| Itália    | FIMI                        | 10      |
| Suíça     | Swiss Hitparade             | 93      |

## Créditos
- Bruce Dickinson - vocal
- Dave Murray - guitarra
- Adrian Smith - guitarra
- Janick Gers - guitarra
- Steve Harris - baixo
- Nicko McBrain - bateria, vocal em "Age of Innocence (How Old?)"